# Final Fantasy Agito
Final Fantasy Agito (ファイナルファンタジーアギト) est un jeu vidéo de rôle développé et édité par Square Enix, sorti en 2014 sur iOS et Android.

## Accueil
Le jeu a réalisé plus d'1 million de téléchargements au Japon.